# Raphionacme sylvicola
Raphionacme sylvicola là một loài thực vật có hoa trong họ La bố ma. Loài này được Venter & R.L.Verh. mô tả khoa học đầu tiên năm 2000.